# Yadkinville
La ville de Yadkinville est le siège du comté de Yadkin, dans l’État de Caroline du Nord, aux États-Unis. Sa population s’élevait à 2 959 habitants lors du recensement de 2010, estimée à 2 926 habitants en 2016.

## Démographie
| 1880 | 1890 | 1900 | 1910 | 1920 | 1930 |
| ---- | ---- | ---- | ---- | ---- | ---- |
| 120  | 175  | 292  | 432  | 445  | 590  |

| 1940 | 1950 | 1960  | 1970  | 1980  | 1990  |
| ---- | ---- | ----- | ----- | ----- | ----- |
| 734  | 820  | 1 644 | 2 232 | 2 216 | 2 525 |

| 2000  | 2010  | - | - | - | - |
| ----- | ----- | - | - | - | - |
| 2 818 | 2 959 | - | - | - | - |